# وست گلیشر (مونتانا)
وست گلیشر (به انگلیسی: West Glacier) شهری در ایالت مونتانا کشور ایالات متحده آمریکا است که جمعیت آن در سرشماری سال ۲۰۱۰ میلادی، ۲۲۷ نفر بوده‌است.